# Francisco Soler
Francisco Manuel 'Paco' Soler Atencia (Palma de Maiorca, 5 de março de 1970) é um ex-futebolista profissional espanhol que atuava como meio-campo, foi campeão olímpico.